# 格伦伍德 (爱荷华州)
格伦伍德（Glenwood）是美国艾奥瓦州米尔斯县的城市，是米尔斯县的县城。2010年人口普查中的人口为5269人，比2000年人口普查的5358人少。